# 船岡山
船岡山（ふなおかやま）は、京都府京都市北区に所在する山。

## 概要
京都市北区紫野北舟岡町に位置する、標高111.7m、面積2万5000坪の小山である。船岡山城の遺構が建勲神社および船岡山公園として整備されている。
なお、船岡山公園は、京都市の都市計画公園第1号であるが、大徳寺所有地を借地している。
山頂には三等三角点が設置されている。五山の送り火の見晴らしが良く、当日は混雑する。山名の由来は『都名所図会』によると舟の形に似るところによるという。
船岡山の北側及び南側に断層があり、地学上、隆起した山とされている。

## 歴史
平安京の中軸線である朱雀大路の真北に位置しているところから、造都に際して船岡山は南北軸の測量基準点となったとの説があり、また頂上付近には露頭した岩が見られるため造都以前から磐座（いわくら）として信仰されていたとする説があるが、いずれも歴史家村井康彦の言説を発端とするものであり、村井自身これらについて学問的に考察していない。したがって、これらの説は今のところ学問的な裏付けのない「俗説」の域を出ない。
古来、船岡山は景勝の地であった。その美観が尊ばれ、清少納言も『枕草子』231段にて「岡は船岡」と、思い浮かぶ岡の中では一番手として名前を挙げている。一方では都を代表する葬送地でもあり、兼好法師も『徒然草』137段にて「（都の死者を）鳥部野、舟岡、さらぬ野山にも、送る数多かる日はあれど、送らぬ日はなし」と述べている。
また、四神相応説に言う「平安京四神（玄武、青龍、朱雀、白虎）」の玄武（＝高山）に当てる説もあるが、「高山」とするには低すぎるため、なお検討を要する。先に述べたように、船岡山は平安初期から葬送の地となっている。この点からも船岡山が神聖であるべき四神のひとつであるとの説は疑わしい。
保元元年（1156年）に行われた保元の乱の後、敗北した源為義とその子供たちがここで処刑されている。
応仁元年（1467年）、応仁の乱の際に西軍を率いる備前国守護の山名教之や丹後国守護の一色義直らが船岡山に船岡山城を建築して立て籠もった（西軍の陣地となった船岡山を含む一帯はそれ以来「西陣」の名で呼ばれるようになる）。織田信長の死後豊臣秀吉が正親町天皇の勅許を受け、船岡山に天正寺という信長の廟を建設する予定であったが、石田三成の献策により頓挫する。が、一帯は江戸時代を通じて信長の霊地として保護された。
明治2年（1869年）、明治天皇の宣下により、翌明治3年（1870年）東京の天童藩知藩事織田信敏邸内と織田家の旧領地である山形県天童市に建勲社が造営され、明治8年（1875年）に別格官幣社に列格した。しかし、改めて天正時代以来の因縁がある船岡山に神社を移すこととなり、明治13年（1880年）9月、社殿が竣工して東京より遷座し、建勲神社が創設される。昭和6年（1931年）には山全域が風致地区に指定され、「船岡山公園」として市民の憩いの場となるように整備される。しかし、戦前まで田園風景が広がっていた一帯も戦後は開発の波に晒され、2000年代には船岡山斜面に高層マンションを建設する計画が持ち上がり、建築計画の修正が行われた。

## ギャラリー

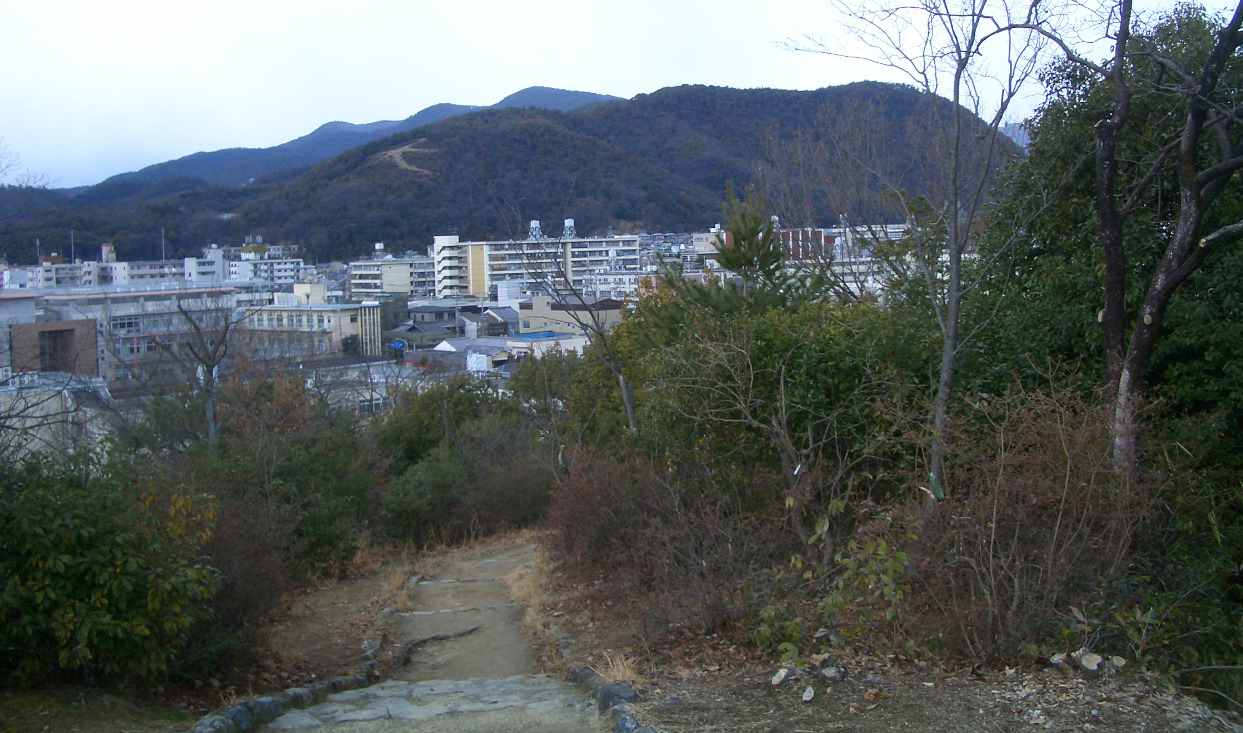
山頂から左大文字方向を望む
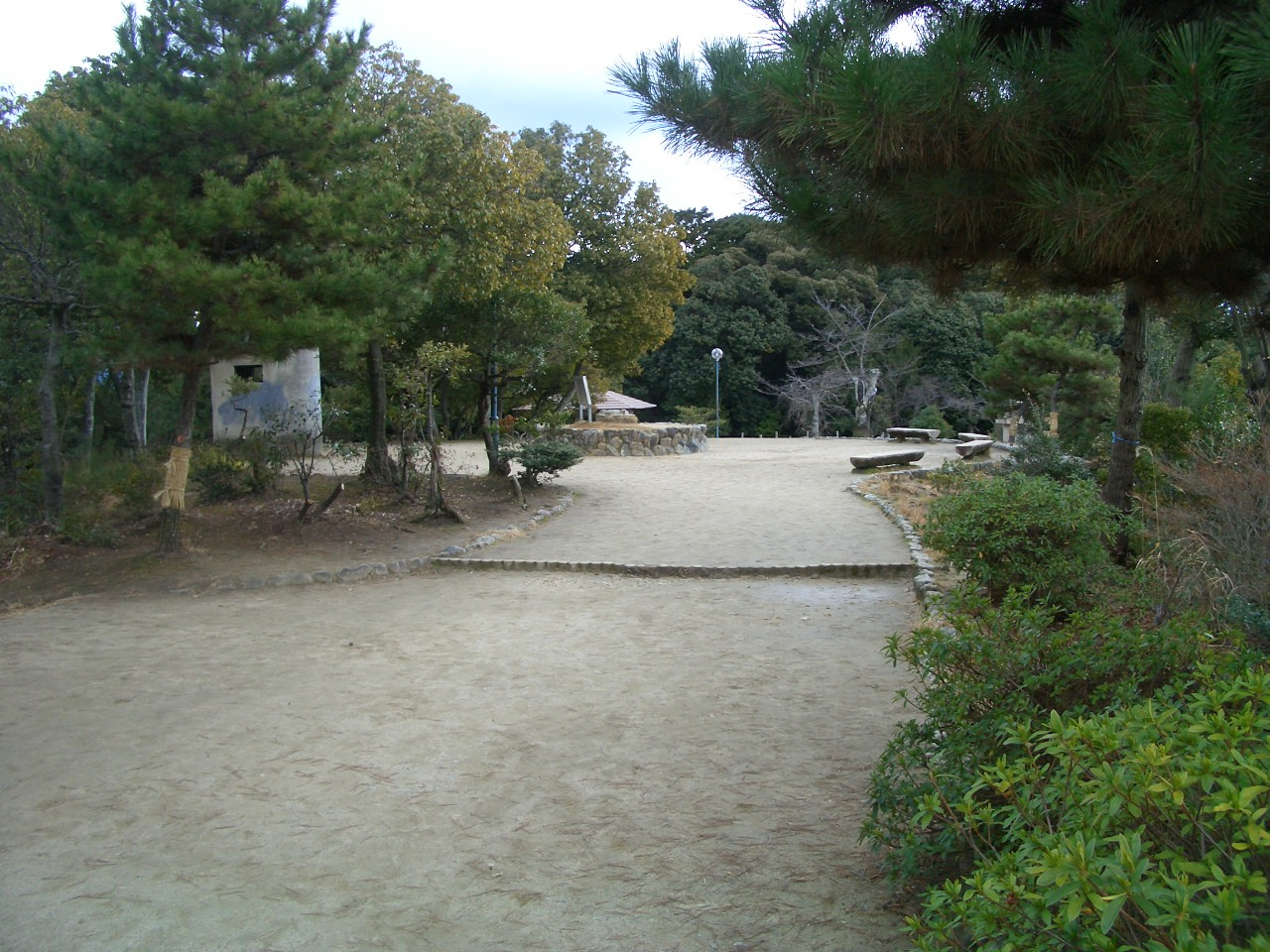
山頂部の削平面（船岡山公園）
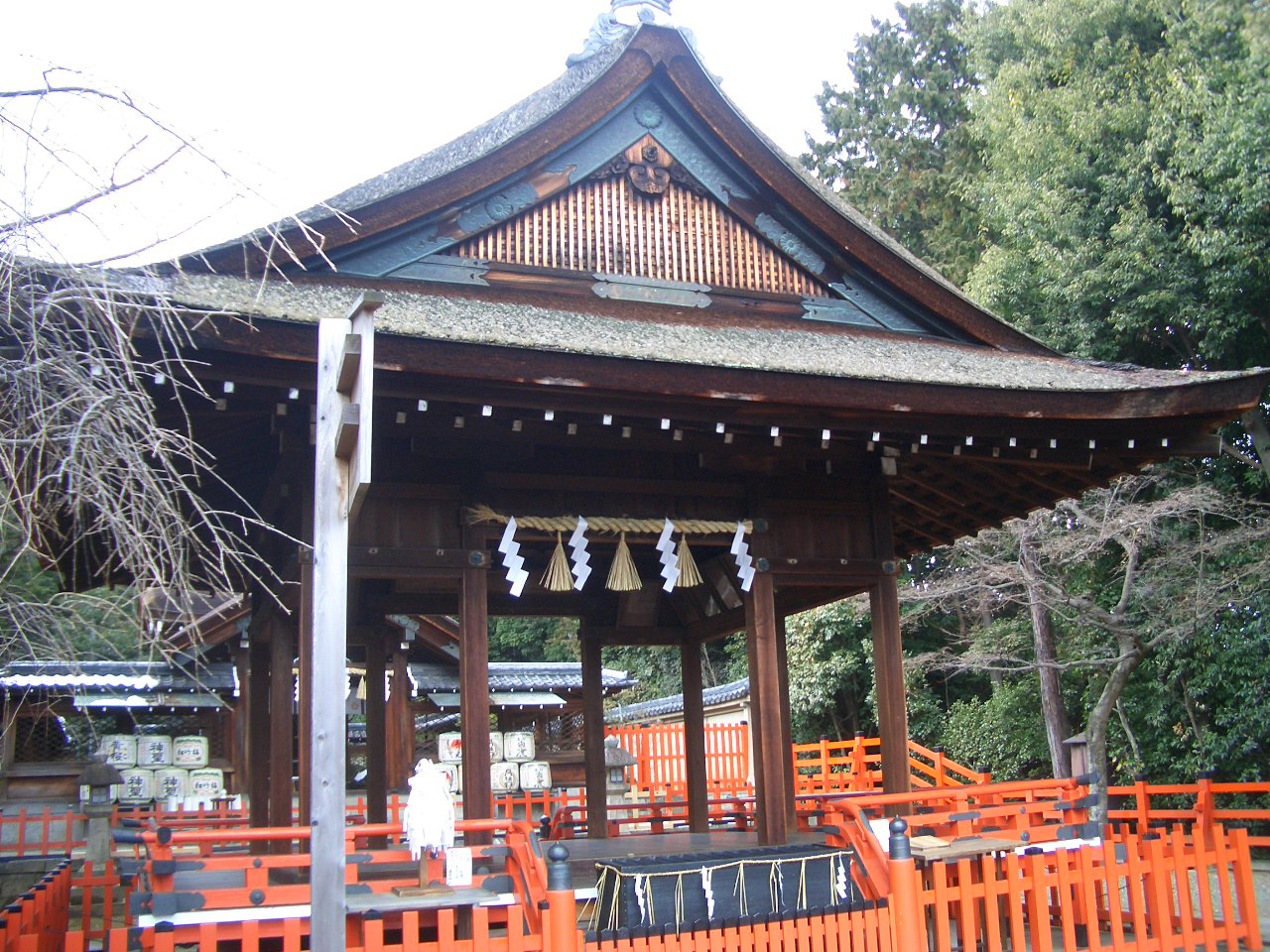
建勲神社
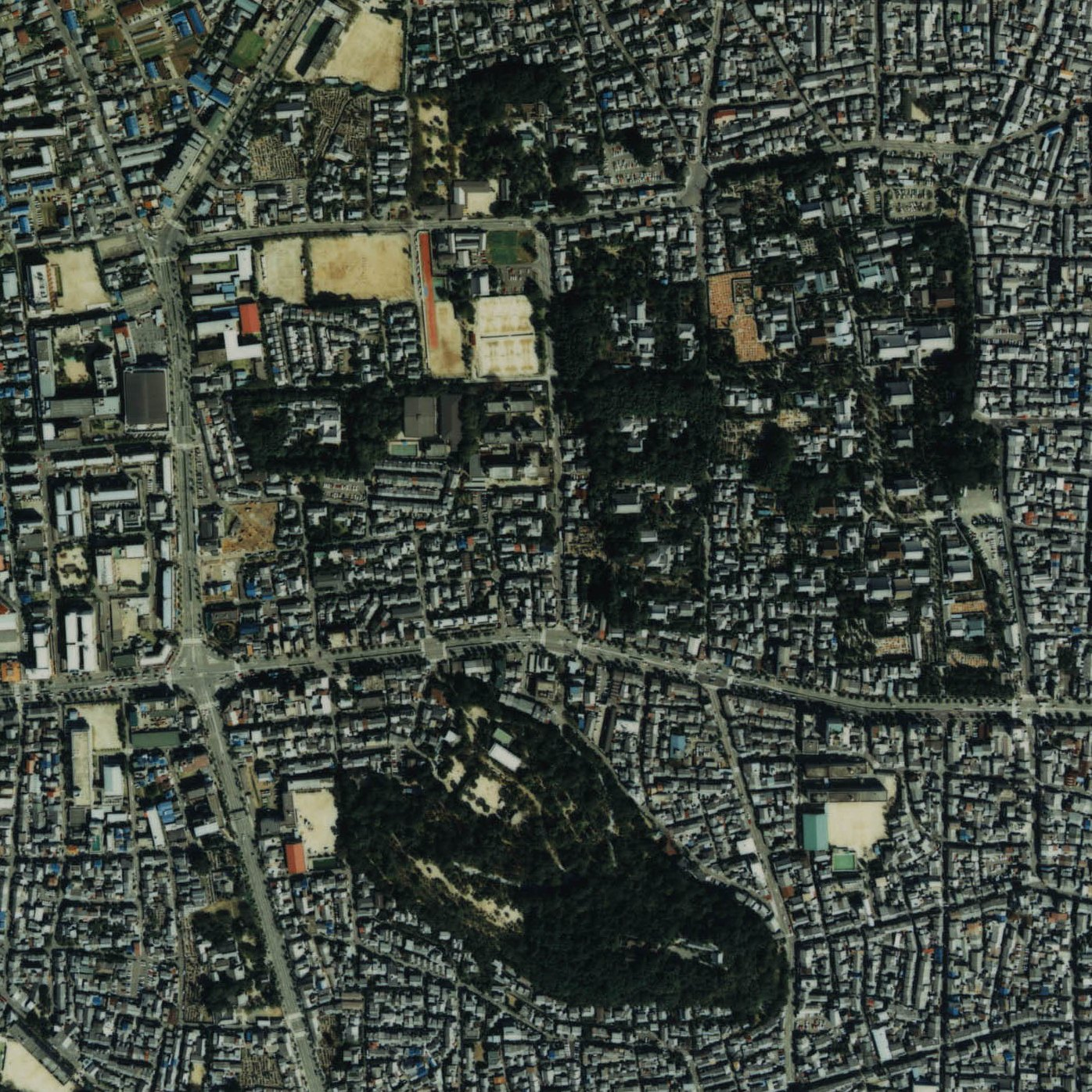
船岡山(下)と大徳寺(右上) 国土交通省 国土地理院 地図・空中写真閲覧サービスの空中写真を基に作成
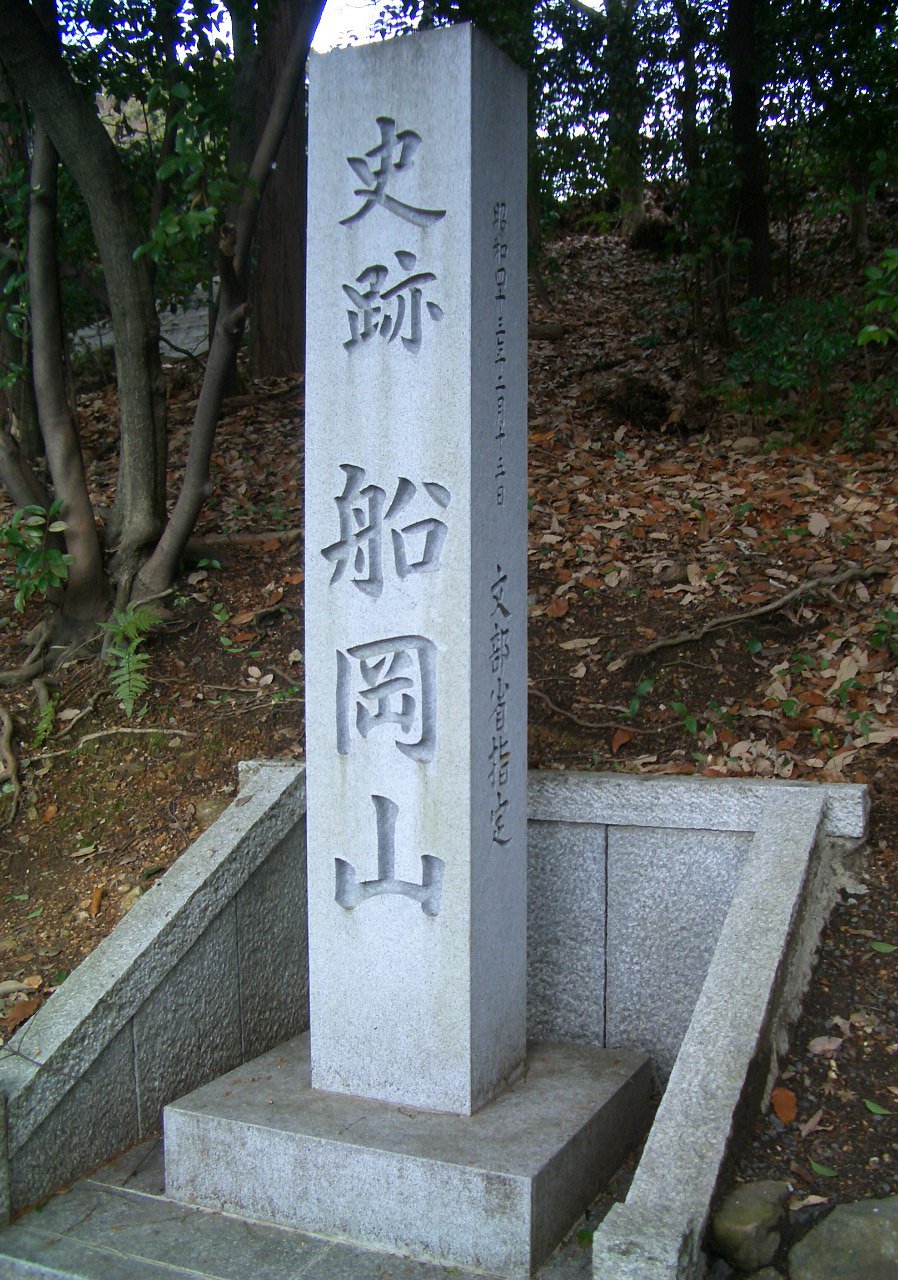
船岡山石標

## 文化財等指定
船岡山の全体が国の史跡に指定されている（昭和43年（1968年）2月15日指定）。
また、京都の自然200選（平成7年（1995年）3月27日京都府指定）、風致地区（昭和6年（1931年）7月14日京都市指定）にも指定され、地形や現状の変更が行われないように保護が計られている。

## アクセス
京都市営地下鉄烏丸線北大路駅より京都市営バス乗車、「船岡山」バス停または「建勲神社前」バス停（1・12・204・205・206・北8・M1系統）下車